# Смит, Стэнли (велогонщик)
Стэнли Смит (англ. Stanley Smith, род. 20 августа 1952) — барбадосский трековый велогонщик. Участник летних Олимпийских игр 1976 года.

## Карьера
В 1976 году был включён в состав сборной Барбадоса для участия на летних Олимпийских играх в Монреале. На них выступил в  спринте по итогам которого занял 15-18 места. В первом раунде уступил будущему победителю соревнования Антону Ткачу (Чехословакия) и отправился в первый утешительный раунд где выиграл у Таворна Тарвана (Таиланд). Это позволило ему выйти в 1/8 финала где он вместе с Мишелем Вартеном (Бельгия) уступил будущему серебряному призёру гонки Даниелю Морелону (Франция) и отправился во второй утешительный раунд. В нём, вместе с Бенедиктом Коцоту (Польша) уступил Ричарду Тормену (Чили) и закончил выступление.